# Kaiserwetter (Roman)
Kaiserwetter ist ein Gesellschaftsroman von Karl Jakob Hirsch. Er wurde 1931 im S. Fischer Verlag veröffentlicht.

## Inhalt
Der Roman stellt das Leben in der preußischen Provinz Hannover, besonders in Hannover selbst, in den letzten beiden Jahrzehnten vor dem Ersten Weltkrieg dar. Es gibt keine zentrale Hauptfigur, sondern ein Panorama aus vielen verschiedenen Figuren unterschiedlicher sozialer Stände:

### Familie de Vries
Der jüdische Rechtsanwalt Samuel de Vries ist ein wohlhabender und sehr angesehener Bürger der Stadt. Seine Frau Johanna entstammt einer reichen Hamburger Kaufmannsfamilie, sein Sohn Joe de Vries besucht das Gymnasium und anschließend das Konservatorium Hannover. Samuel de Vries verspielt jedoch sein Ansehen und auch den Frieden in seiner Familie: Erst beginnt er eine Affäre mit der Frau eines Mandanten. Als dieser nach einem Jahr aus dem Gefängnis kommt und davon erfährt, schlägt er de Vries auf offener Straße, wodurch sich Gerüchte über ihn in der Stadt verbreiten. Während er sich davon erholt, wird er morphiumsüchtig. Später übernimmt er freiwillig die Verteidigung eines Massenmörders. Während die ganze Stadt die Todesstrafe fordert, plädiert de Vries auf mildernde Umstände, da es sich um einen Triebtäter handelt. Zudem weist er auf Verstrickungen des Täters in höchste gesellschaftliche Kreise hin, die die Polizei und das Gericht kaschieren wollen. Nach der Hinrichtung schließt er sich tagelang in seinem Arbeitszimmer ein und stirbt unter nicht ganz geklärten Umständen an einer Sepsis.

### Familie Tölle
Der Briefträger Emanuel Tölle ist ein typischer Vertreter des konservativen Kleinbürgertums. Seine Frau Luise bringt den Sohn Bernhard Tölle zur Welt, den später, trotz großer sozialer und charakterlicher Unterschiede, eine langjährige Freundschaft mit Joe de Vries verbindet. Bernhard besucht die Realschule, macht anschließend eine Schlosserlehre und besucht die Technische Hochschule Hannover, ohne jedoch ernsthaft einen Abschluss anzustreben. Luise Tölle verstirbt früh und der oft alkoholisierte Emanuel Tölle ist mit Bernhards Erziehung überfordert.
Nach dem Tod seiner Frau und der zunehmenden Selbstständigkeit seines Sohnes fühlt sich Emanuel Tölle oft allein. Er trifft seinen alten Armee-Kameraden Hermann Wendelken wieder, der einen Gasthof in einem kleinen Ort an der Bahnstrecke zwischen Hannover und Bremen betreibt. Dieser überzeugt Tölle, in den gleichen Ort zu ziehen, um in der Nähe eines Freundes zu sein. Später heiratet Tölle seine Zimmervermieterin, die verwitwete Meta Engelhardt, wobei er es eigentlich auf deren Tochter Tine abgesehen hat. Wegen einer Verstrickung in einen Kriminalfall muss auch Bernhard zwischenzeitlich Hannover verlassen und zieht wieder zu seinem Vater. Er meldet sich als Einjährig-Freiwilliger zur Armee, kurz bevor der Krieg ausbricht.

### Klein-Holland
Gesine Geffken ist die Tochter eines Müllers in einem kleinen Ort zwischen Hannover und Bremen. Sie arbeitet für den Gastwirt Hermann Wendelken in dessen Gaststätte Hohenzollernhof und ist verlobt mit dem Stationsvorsteher Cohrs. Sie zögert eine Hochzeit jedoch hinaus und eines Tages begeht Cohrs Selbstmord. Gesine schiebt ihren alten Vater aus seiner Windmühle in ein Altersheim nach Hannover ab, um die Mühle verkaufen zu können. Dazu arbeitet sie mit Wendelken sowie mit dem Bremer Immobilienmakler Moritz Thaler zusammen. Die drei beschließen, eine Firma zu gründen und die Mühle zu einem Vergnügungs- und Tanzlokal namens Klein-Holland umzubauen. Zwischen den dreien gibt es jedoch viel Streit und Misstrauen, am Ende zieht Thaler seine Anteile an der Firma zurück. Derweil flieht der alte Geffken aus dem Altersheim und kehrt zurück. Er ist geschockt darüber, was aus seiner Mühle geworden ist, bekommt einen Schlaganfall und wird nun zu Hause gepflegt. Eines Tages brennt Klein-Holland nieder und der alte Geffken stirbt in den Flammen. Ob er selbst oder Wendelken das Feuer gelegt hat, bleibt ungeklärt.

## Form und Erzählstil
Der Roman ist in vier Teile und in insgesamt 41 kurze Kapitel unterteilt. Der auktoriale Erzähler wechselt nach jedem Kapitel zu einer anderen Person oder Gruppe von Personen, auf deren Gedanken- und Lebenswelt genauer eingegangen wird. Der Erzählstil lässt nur selten klare Sympathien oder Antipathien gegenüber den Personen erkennen, sondern stellt sie mit einer gewissen ironischen Distanz dar, durch die aber trotzdem die Beweggründe der Handlungen nachvollziehbar bleiben.

## Biografischer und sozialer Kontext
Hirsch stellt das Kaiserreich als eine äußerlich stabile und geordnete, tatsächlich aber im Umbruch begriffene und krisenhafte Gesellschaft dar. Der Beginn des Weltkriegs am Ende des Romans wird von vielen als Aus- und Aufbruch bejubelt.
Zwischen dem Mörder Max Büter, dem Prozess gegen ihn und den Reaktionen der Bevölkerung einerseits und dem realen Fall Fritz Haarmann andererseits gibt es deutliche Parallelen, nur dass Hirsch die Geschichte von den 1920er Jahren zurück in die Kaiserzeit verlegt.
Anhand der Familie de Vries sowie der Figur des Moritz Thaler wird auch der teils offene, teils verdeckte Antisemitismus thematisiert. Hirsch selbst wuchs in Hannover in einer bürgerlichen jüdischen Familie auf; die Figur des Joe de Vries trägt einige autobiografische Züge.

## Rezeption
Karl Jakob Hirschs künstlerische Laufbahn begann als bildender Künstler, erst in den 1920er Jahren begann er zu schreiben. Kaiserwetter war sein erster Roman und war ein großer Erfolg. Es blieb jedoch sein einziges Werk, das er unter seinem eigenen Namen veröffentlichen konnte: Schon bei seinem zweiten Buch Felix und Felicia von 1932 verlangte der Verlag ein Pseudonym, um die jüdische Herkunft des Autors zu verschleiern. 1933 wurde Kaiserwetter verboten, ein bereits fertig geschriebener Fortsetzungsband konnte nicht mehr erscheinen und ging später verloren. 1936 verließ Hirsch Deutschland; während und nach seiner Exilzeit fand er keinen Verlag und konnte nicht an den Erfolg von Kaiserwetter anknüpfen, sodass viele folgende Werke erst nach seinem Tod veröffentlicht wurden.
In der DDR erschien der Roman 1952 im Verlag der Nation unter dem Titel Damals in Deutschland, später jedoch im Aufbau Verlag unter dem Originaltitel.
1976 erschien unter dem Titel Císařské počasí eine tschechische Ausgabe, übersetzt von Ružena Grebeníčková.
2011 erschien eine Neuausgabe als Taschenbuch im  JMB Verlag.